# Jusu Karvonen
Jusu Karvonen (Lahti, 17 de janeiro de 1993) é um futebolista finlandês que já começou a atuar no Ilves, e na Seleção Finlandesa de Futebol sub-17.